# Trinitario Ruiz Capdepón
Trinitario Ruiz Capdepón (Oriola, 20 d'agost de 1836 - Madrid, 13 de juliol de 1911) fou un polític i advocat valencià, pare de Trinitario Ruiz Valarino, Vicente Ruiz Valarino i Manuel Ruiz Valarino.

## Biografia
Estudià batxillerat a Oriola i Múrcia i el 1858 es llicencià en dret a la Universitat de València. Exercí com advocat a València i fou professor de la Facultat de Dret. De la mà del seu oncle, Tomás Capdepón Martínez, ingressà a la Unió Liberal, dirigí els diaris La Unión i El Valenciano (1863) i presidí l'Ateneu Científic i Literari de València.
Durant la revolució de 1868 formà part de la Junta Revolucionària de València i va fundar el Partit Constitucional i els diaris Diario de Valencia i El Constitucional. Fou elegit diputat pel Partit Constitucional pel districte de Xàtiva a les eleccions generals espanyoles de 1869, 1871 i 1872. En el Congrés dels Diputats es va alinear amb Práxedes Mateo Sagasta i donà suport la candidatura al tron espanyol d'Amadeu I, a qui va visitar a Florència amb una comissió per a oferir-li el tron.
Després de la restauració borbònica fou elegit diputat per Xiva de Bunyol a les eleccions generals espanyoles de 1876 i per Sueca a les de 1879. El 1881 fou nomenat governador civil de València i poc després fou elegit diputat per Oriola pel nou Partit Liberal, que va succeir al Partit Constitucional. Novament elegit diputat per Oriola a les eleccions generals espanyoles de 1886, va organitzar des d'aleshores una xarxa clientelar al districte que li assegurarà la reelecció en el districte a les eleccions de 1891, 1893, 1896, 1898, 1899, 1901 i 1903, fent del seu partit la força hegemònica al Baix Segura.
Durant aquests anys, amb els governs de Práxedes Mateo Sagasta, fou fiscal del Tribunal Suprem d'Espanya, Ministre d'Ultramar el 1888, Ministre de Governació el 1888-1890, 1894-1895 i 1897-1899 i Ministre de Justícia el 1893-1894. En la seva tasca ministerial destaca la llei electoral de 1890. El 1903 fou nomenat senador vitalici, i també fou governador del Banc d'Espanya (1905-1906) i membre del Consell d'Estat.